# Valdenebro de los Valles
Valdenebro de los Valles – gmina w Hiszpanii, w prowincji Valladolid, w Kastylii i León, o powierzchni 42,07 km². W 2011 roku gmina liczyła 217 mieszkańców.